# الحزب الثوري الصيني
الحزب الثوري الصيني (الكومينتانغ) (بالصينية 中華革命黨) تأسس في جمهورية الصين (تايوان) بتاريخ 1914 تحت شعار الحرب ضد ديكتاتور. انحل الحزب في تاريخ 1919.
كان الحزب الحاكم الوحيد للبلاد خلال فترة حكمه من عام ١٩٢٧ إلى عام ١٩٤٩ في بر الصين الرئيسي حتى انتقاله إلى تايوان، وحُكمت تايوان بموجب الأحكام العرفية حتى عام ١٩٨٧. والكومينتانغ حزبٌ يتأرجح بين يمين الوسط واليمين، وهو الأكبر في ائتلاف عموم الأزرق، أحد التجمعين السياسيين الرئيسيين في تايوان. منافسه الرئيسي هو الحزب الديمقراطي التقدمي (DPP)، أكبر حزب في تحالف عموم الخضر. اعتبارًا من عام ٢٠٢٥، أصبح الكومينتانغ أكبر حزب منفرد في مجلس اليوان التشريعي، ويرأسه إريك تشو.